# Champagne-sur-Oise
Champagne-sur-Oise egy község Franciaországban. Lakosainak száma 5022 fő (2022. január 1.).

## Földrajza
Champagne-sur-Oise Chambly, Hédouville, L’Isle-Adam, Mours, Parmain, Persan és Ronquerolles községekkel határos.